# USS Eldridge
USS Eldridge (DE-173) — эскортный миноносец типа «Кэннон» ВМС США, названным в честь лейтенант-коммандера Джона Элдриджа-младшего, который руководил операцией по вторжению на Соломоновы острова.

## Название
Элдридж родился в округе Бакингхем, штат Виргиния, 10 октября 1903 года и окончил Военно-морскую академию США в 1927 году. После прохождения летной подготовки в Пенсаколе, штат Флорида, он служил в авиационных подразделениях. 11 сентября 1941 года он был назначен командиром 71-й разведывательной эскадрильи, базировавшейся на авианосце USS Wasp (CV-7). Элдридж погиб в бою на Соломоновых островах 2 ноября 1942 года. За выдающийся героизм при руководстве воздушной атакой на японские позиции во время первого вторжения на Соломоновы острова 7 и 8 августа 1942 года он был посмертно награжден Военно-морским крестом.

## Строительство
Эсминец был заложен 22 февраля 1943 года на верфи Federal Shipbuilding and Drydock Company в Ньюарке, штат Нью-Джерси. Был спущен на воду 25 июля 1943 года при участии вдовы лейтенанта-коммандера Элдриджа, и вступил в строй 27 августа 1943 года.

## История службы
С 4 января 1944 года по 9 мая 1945 года Элдридж выполнял жизненно важную задачу по сопровождению в Средиземном море людей и материалов для поддержки операций союзников в Северной Африке и Южной Европе. Он совершил девять рейсов, чтобы благополучно доставив конвои в Касабланку, Бизерту и Оран.
Элдридж покинул Нью-Йорк 28 мая 1945 года для службы на Тихом океане. По пути на Сайпан в июле она вступила 
в контакт с подводным объектом и немедленно атаковала его, но никаких результатов не наблюдалось. 7 августа он прибыл на Окинаву для местного сопровождения конвоев и патрулирования, а после окончания боевых действий неделю спустя продолжил нести службу в качестве эскорта на маршрутах Сайпан – Улити – Окинава до ноября. 17 июня 1946 года эсминец был выведен из строя в резерв.
15 января 1951 года корабль в соответствии с Законом о взаимной защите в Грецию был передан Греции, где он получил имя Leon (D54). «Леон» был выведен из эксплуатации 5 ноября 1992 года, а 11 ноября 1999 года был продан на металлолом базирующейся в Пирее фирме V&J Scrapmetal Trading Ltd.

## Филадельфийский эксперимент
«Филадельфийский эксперимент» — предполагаемый военно-морской эксперимент, проводившийся на военно-морской верфи в Филадельфии, штат Пенсильвания, где-то около 28 октября 1943 года, в ходе которого Элдридж должен был стать невидимым с помощью маскирующего устройства на короткий период. Эту историю считают мистификацией, так как доказательств предполагаемого эксперимента в целом недостаточно; человек, положивший начало мифу, — моряк торгового флота Карл Мередит Аллен — признался, что выдумал эту историю и передал ее писателю Моррису К. Джессапу; а судовой журнал и журнал боевых действий «Элдриджа» показывают, что корабль ни разу не был в Филадельфии в период с августа по декабрь 1943 года.

## Награды
|  |  |  |
|  |  |  |

- Медаль «За Американскую кампанию»
- Медаль «За Европейско-африканско-ближневосточную кампанию»
- Медаль «За Азиатско-тихоокеанскую кампанию»
- Медаль Победы во Второй мировой войне
- Медаль за оккупационную службу с пряжкой «АЗИЯ».

## В культуре
В 1984 году вышел фильм «Филадельфийский эксперимент», основанный на одноименном рассказе, рассказывающий о двух моряках на борту «Элдриджа».
В мини-сериале 2005 года «Бермудский треугольник» также упоминается что Филадельфийский эксперимент действительно был проведен, но не сработал так, как предполагалось. В третьем эпизоде выясняется, что ВМС США считают, что эксперимент привел к созданию разрыва в ткани пространства-времени, известному как Бермудский треугольник.
«Элдридж» ненадолго появляется в эпизоде «Journey into Mystery» сериала Disney+ «Локи», действие которого происходит в кинематографической вселенной Marvel. В этом эпизоде говорилось, что Филадельфийский эксперимент действительно проводился, в результате чего корабль был телепортирован в Пустоту.